# Луїс Аг'єманг
Луїс Аг'єманг (англ. Louis Agyemang, нар. 4 березня 1983, Аккра) — ганський футболіст, що грав на позиції нападника, зокрема за національну збірну Гани.

## Клубна кар'єра
У дорослому футболі дебютував 2002 року виступами за команду «Гартс оф Оук», в якій провів три сезони. 2004 року виборов титул володаря Кубка конфедерації КАФ.
2005 року перейшов до південноафриканського клубу «Кайзер Чіфс», за два роки перейшов до туніського «Етюаль дю Сахель», а згодом у 2008 році знову грав у ПАР у складі «Динамос».
Того ж 2008 року повернувся на батьківщину, приєднавшись до команди «Асанте Котоко», кольори якої захищав до 2011 року.
У 2011—2012 роках грав за команду «Мадеама», а завершував ігрову кар'єри в «Асанте Котоко» протягом 2012–2015 років.

## Виступи за збірну
2005 року дебютував в офіційних матчах у складі національної збірної Гани.
У складі збірної був учасником Кубка африканських націй 2006 року в Єгипті, де був резервним гравцем і на поле не виходив.

## Титули і досягнення
- Чемпіон Гани (2):

«Гартс оф Оук»: 2002, 2004-2005
- Володар Кубка конфедерації КАФ (1):

«Гартс оф Оук»: 2004